# Nizjnevartovsk

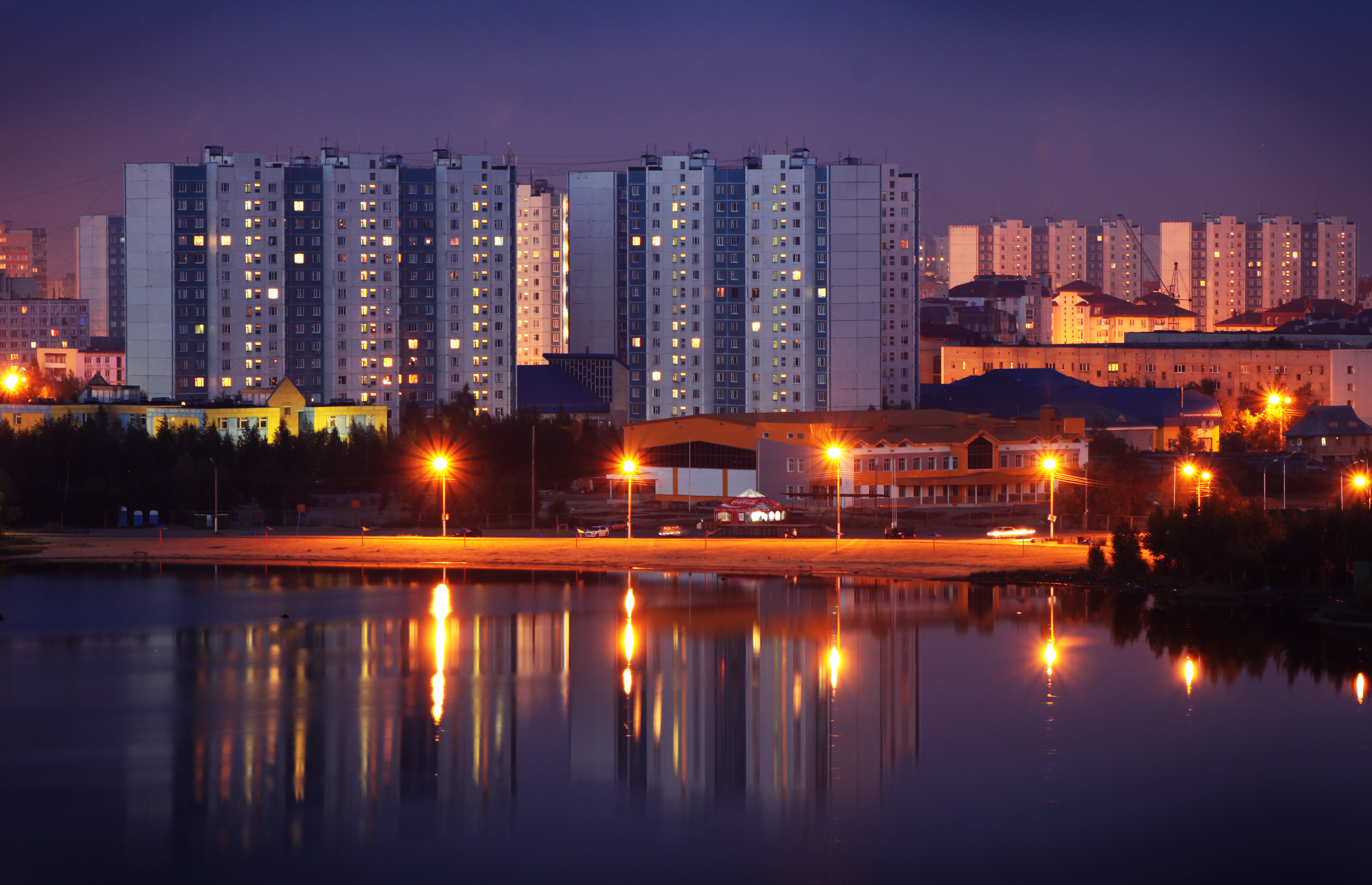

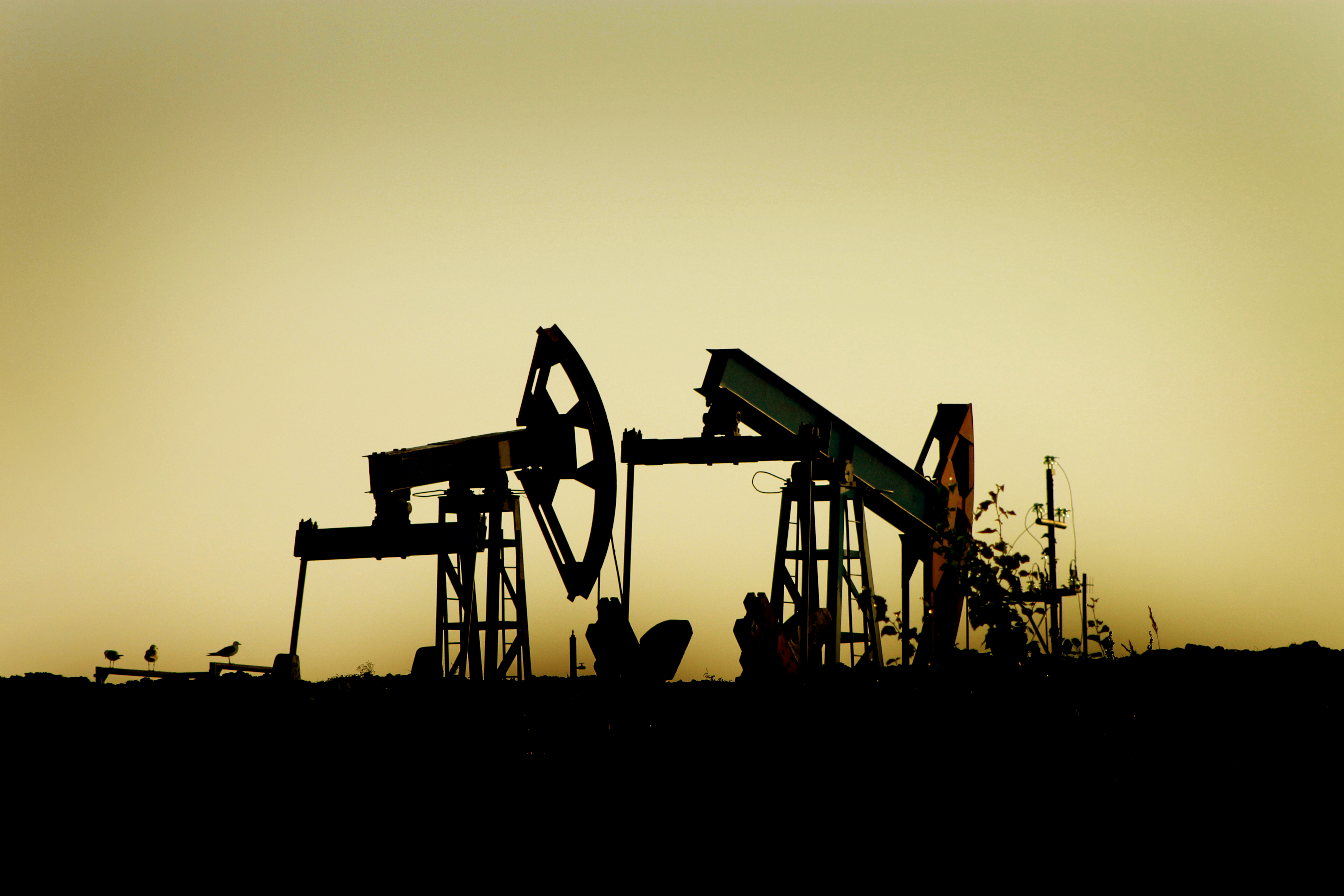

Nizjnevartovsk (Russisch: Нижневартовск, Nizjnevartovsk) is een stad in het noorden van West-Siberië in het Russische autonome district Chanto-Mansië (onderdeel van oblast Tjoemen). De stad ligt op 41 meter boven zeeniveau aan de rivier de Ob op 625 kilometer ten oosten van Chanty-Mansiejsk en op 940 kilometer ten noordoosten van Tjoemen. De stad is gelegen aan een spoorlijn en heeft een eigen luchthaven, die op de 15e plaats van Rusland staat naar aantal passagiers. De stad vormt het centrum van de olieregio van West-Siberië en is een van de rijkste van het land.

## Geschiedenis
De stad werd gesticht in 1909 aan de rechteroever van de Ob als pier voor stoomschepen met brandhout met de naam Nizjnevartovskoje. Aan de andere kant van de rivier lag toen het dorpje (selo) Vartovskoje (een antroponiem), dat in 1929 werd opgenomen in de plaats Vampoegolsk. In 1924 werd het een selsovjet met de naam Nizjnevartovski Selski Sovjet. In de jaren 60 tot '80 begon het plaatsje Nizjnevartovskoje plotseling zeer sterk te groeien, toen er grote voorraden aardolie werden aangetroffen. De bevolking groeide van 15.700 in 1970 naar 108.700 in 1979 en naar 241.400 in 1989. De status van het dorpje werd op 29 september 1964 veranderd naar nederzetting met stedelijk karakter en op 9 maart 1972 kreeg het de status van stad met de huidige naam Nizjnevartovsk.
De stad is aangelegd volgens een gridstructuur, maar door zijn locatie op de oever van de rivier is er een kink in deze structuur door de koers van de rivier.
De temperatuur in de stad kan elke winter zakken tot −50°C, en in de zomer kan deze stijgen tot +35°C.
Rond de stad liggen de olievelden Samotlor (grootste van Rusland), Chochrjakov, Mychpaj en Jersjov.

## Demografie
De bevolking bestaat voor 65,59% uit Russen, gevolgd door de Wolga-Tataren met 9,66% en de Oekraïners met 8,34%. Verder zijn er kleine minderheden van Basjkieren (3,61%), Azerbeidzjanen (2,03%), Wit-Russen (1,43%) en Tsjoevasjen (1,03%).
| Ontwikkeling van het inwoneraantal |       |        |         |         |         |
| Jaar                               | 1959  | 1970   | 1979    | 1989    | 2002    |
| Bevolking                          | 2.300 | 15.700 | 108.700 | 241.400 | 239.000 |

## Onderwijs
Binnen de stad zijn de volgende instellingen voor hoger onderwijs actief: De West-Siberische Hogeschool voor Financiën en Recht; de Staats-Pedagogische Hogeschool, een filiaal van de Noordwestelijke Academie van Staatsdiensten, de Noordelijke Hogeschool voor Economie en Bestuur, een filiaal van de Gribojedovhogeschool voor internationaal Recht en Economie, een filiaal van de Staatsuniversiteit van Tjoemen, een filiaal van de Staatsuniversiteit voor Olie en Gas van Tjoemen en een filiaal van de Staatsuniversiteit van Zuid-Oeral.